# Église Saint-André de Massiac
L'église Saint-André de Massiac est une église catholique française située à Massiac, dans le département du Cantal. Elle date du XVe siècle.

## Localisation
L'église se trouve au centre de Massiac, localité située à l'entrée du département du Cantal et au cœur de l'Auvergne.

## Description

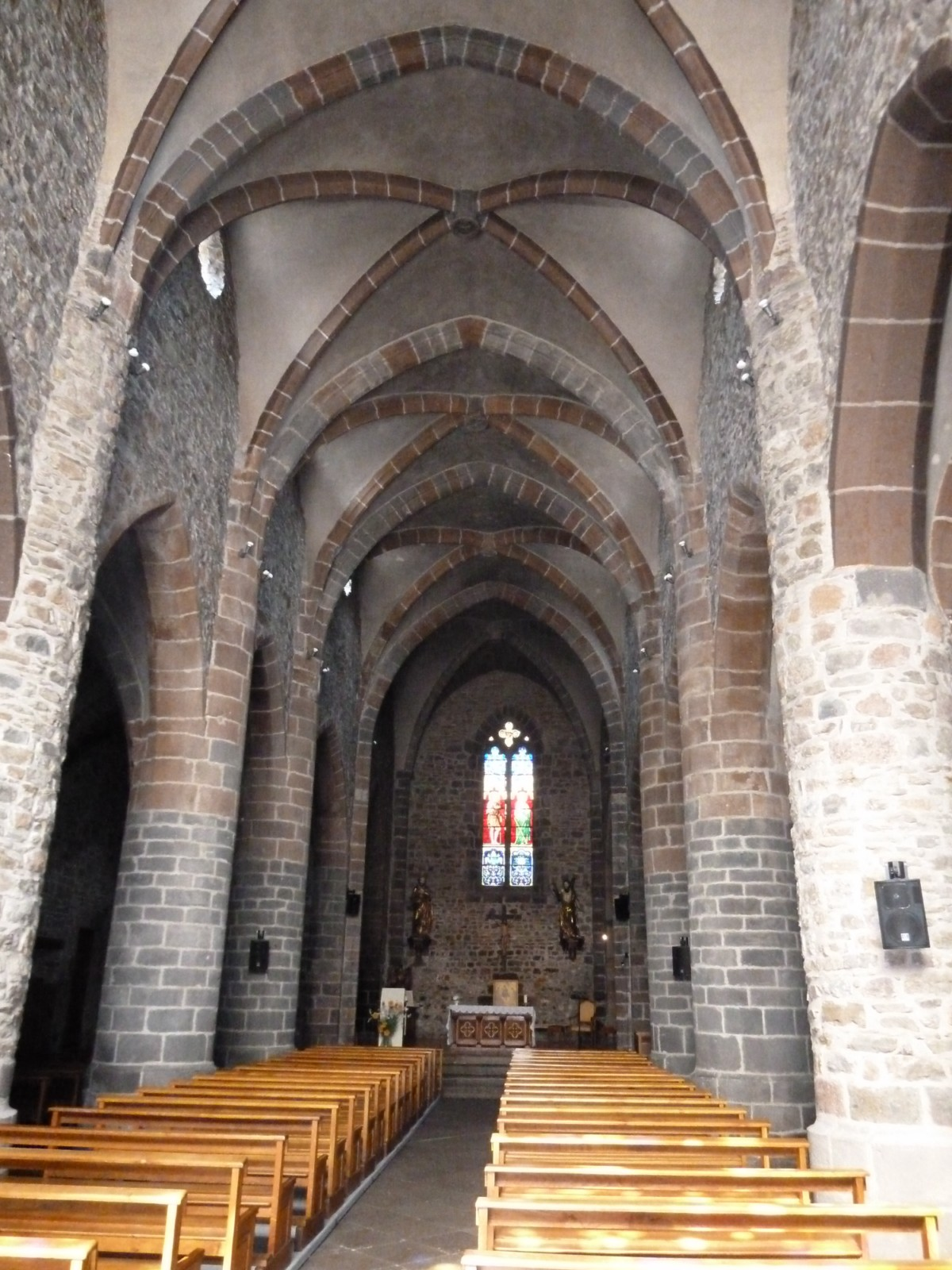
Nef centrale.

L’église suit les plans des églises de la Basse-Auvergne. Elle possède trois nefs avec deux chapelles auxiliaires. La chapelle du Saint Sacrement à gauche est ornée d’un grand tableau représentant la Vierge et l’Enfant, œuvre d’un peintre inconnu. Dans la chapelle de droite, un tableau rappelle que saint Jean-Baptiste est avec saint André le protecteur de la paroisse.
Dans une niche grillagée, une statue en bois polychrome, datée du XVe siècle était autrefois honorée dans la chapelle Sainte-Madeleine de Chalet.
Dans une vitrine, une Vierge à l’Enfant ouvrante en bois polychrome date du XIVe siècle. Elle provient de la chapelle Saint-Étienne, près de Massiac où elle fut découverte en 1954 au cours d’exploitations forestières.
La façade est de style néo-gothique, elle a été réalisée au XIXe siècle par l’architecte Aigueparse. En 2017 un accès pour personnes handicapées a été réalisé de façon maladroite à l'entrée du bâtiment. L'harmonie d'ensemble du monument s'en trouve considérablement modifiée.

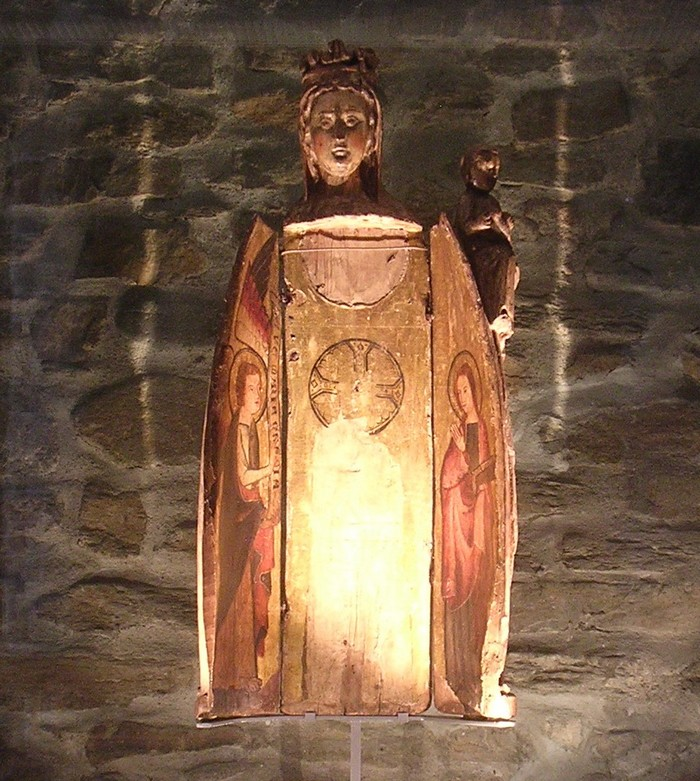
Vierge ouvrante XVe.
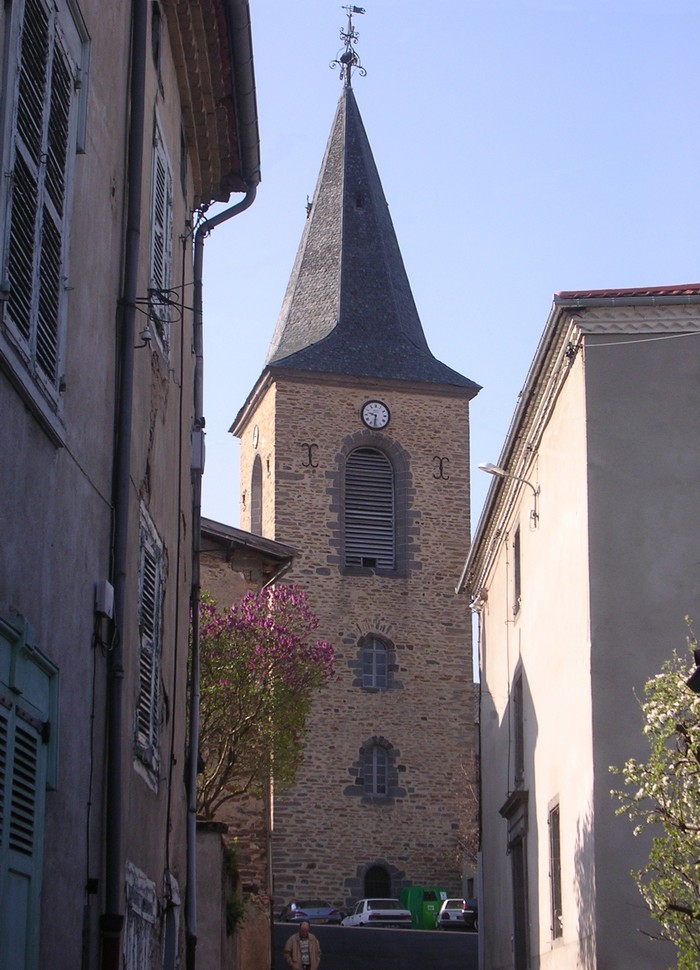
La tour d'Ally.
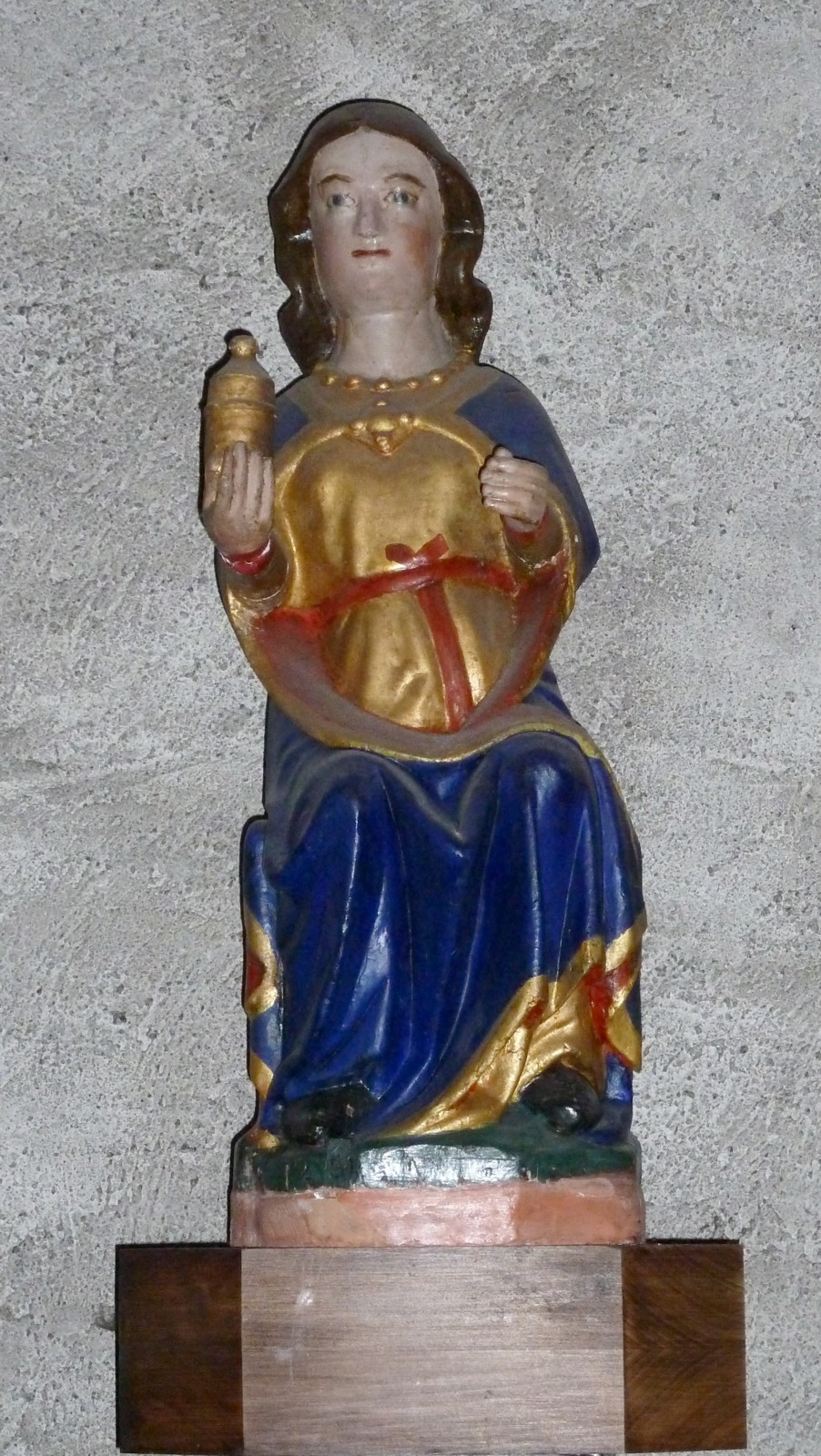
Marie Madeleine aux parfums.
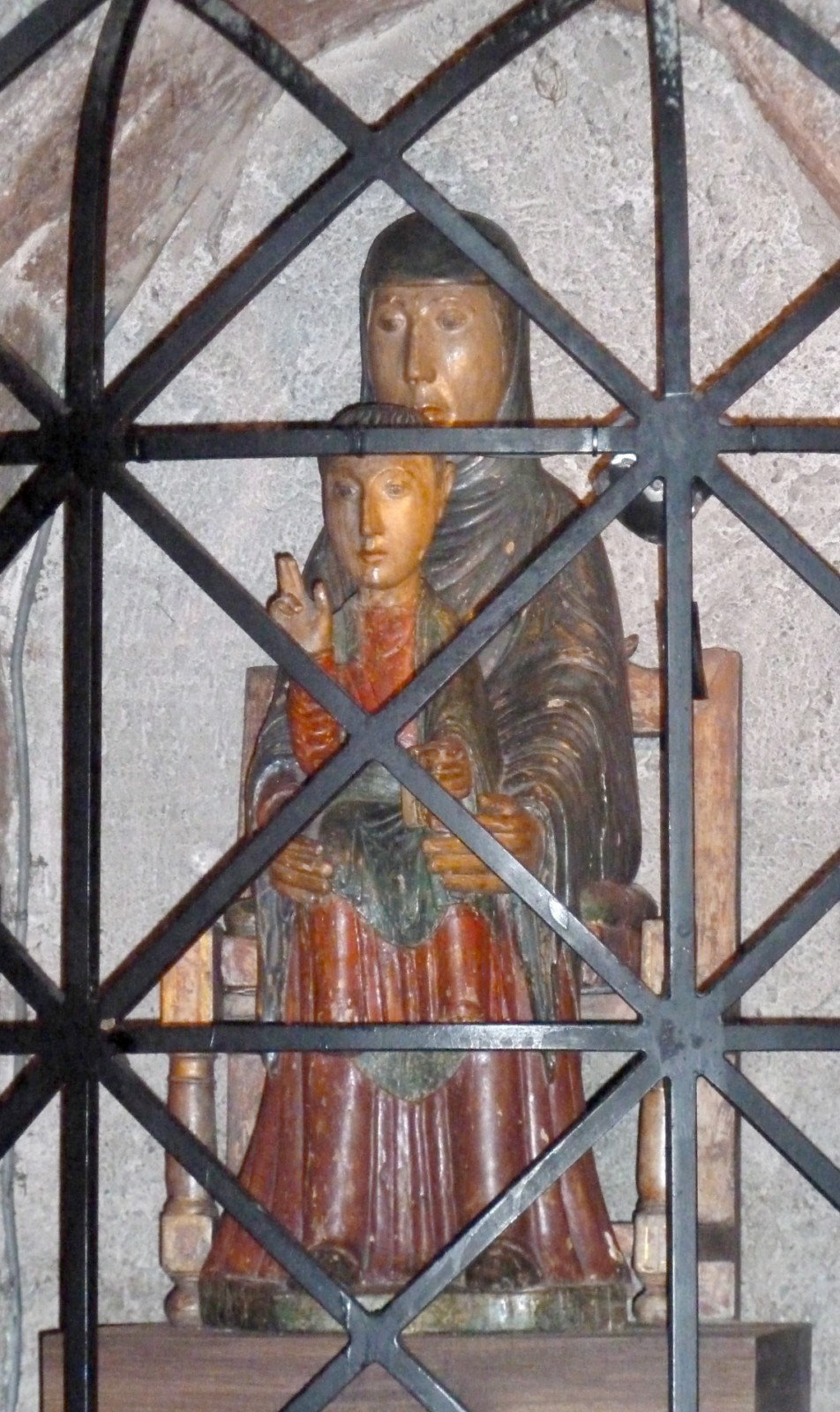
Notre-Dame de Chalet, Vierge en majesté de type roman.
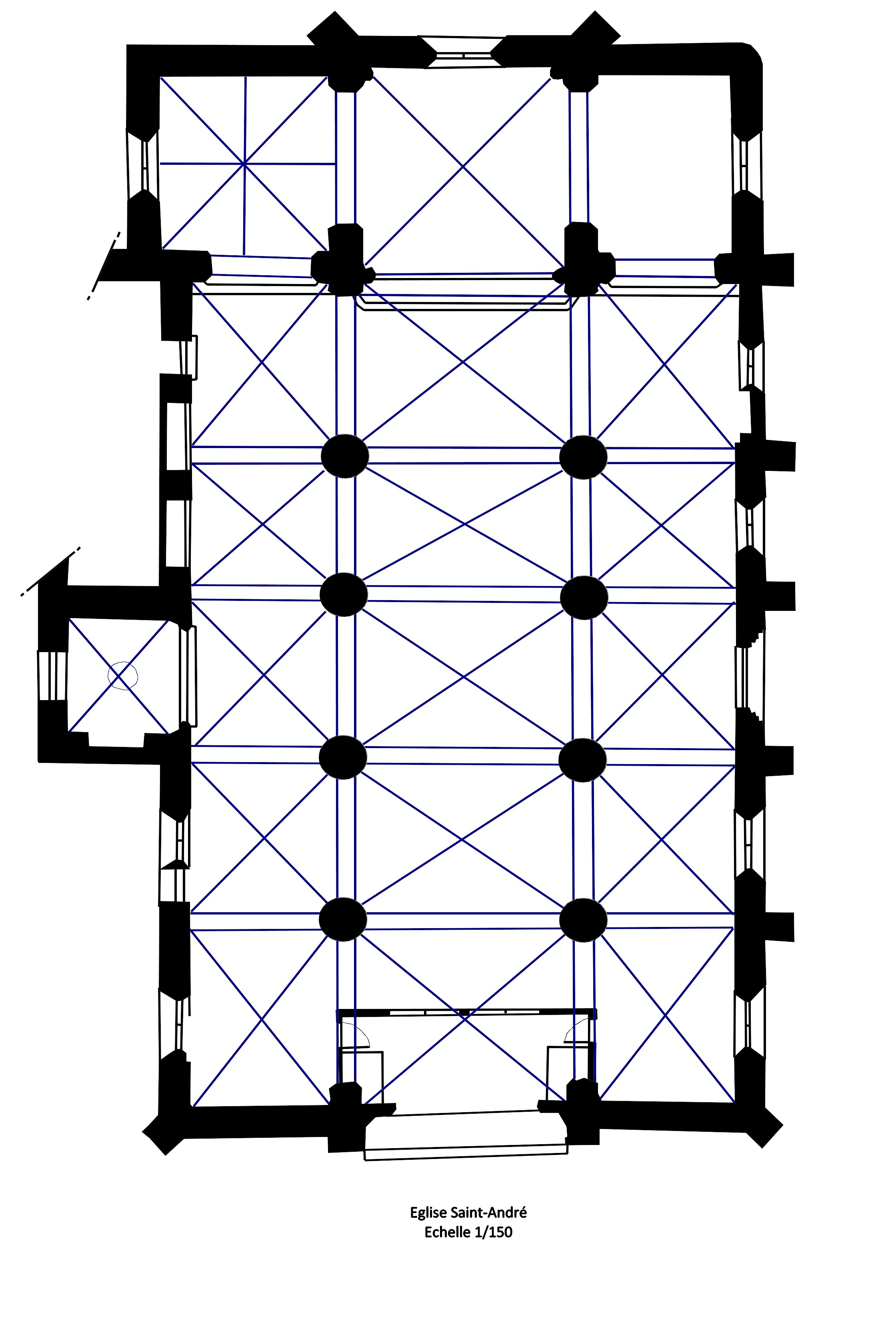
Plan de l'église.

## Histoire de l’église et de la paroisse

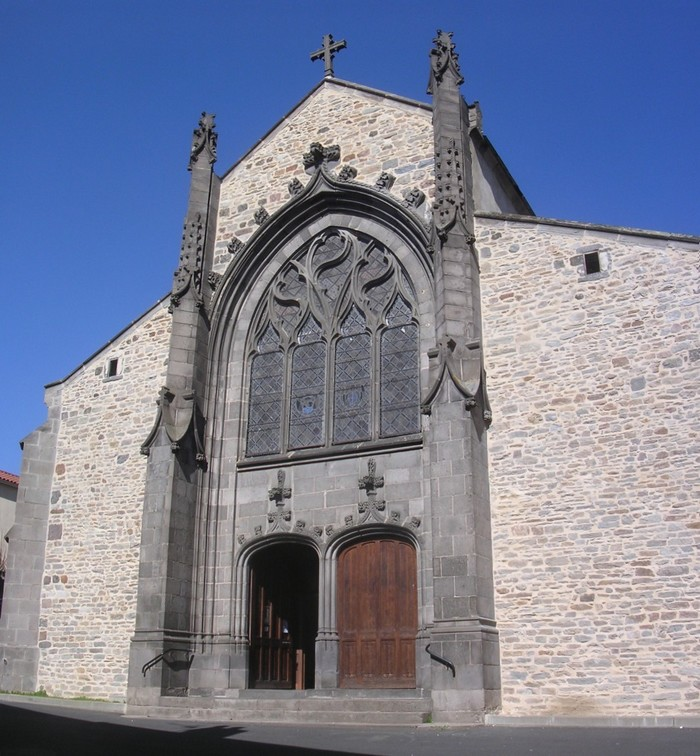
Portail de l’église réalisé en 1860 par M. Aigueparse tel qu'il se présentait jusqu'en 2017.

Jusqu’au XIe siècle, l’église paroissiale de Massiac était la chapelle Saint-Jean. Elle était située dans le village ancien, sur la place qui porte actuellement le même nom. Le culte catholique fut supprimé dans ce lieu dans les années 1200 car on y faisait des pèlerinages accompagnés de cérémonies païennes telles que les cultes du Soleil, de la Déesse mère Isis ou de la Vache Sacrée.

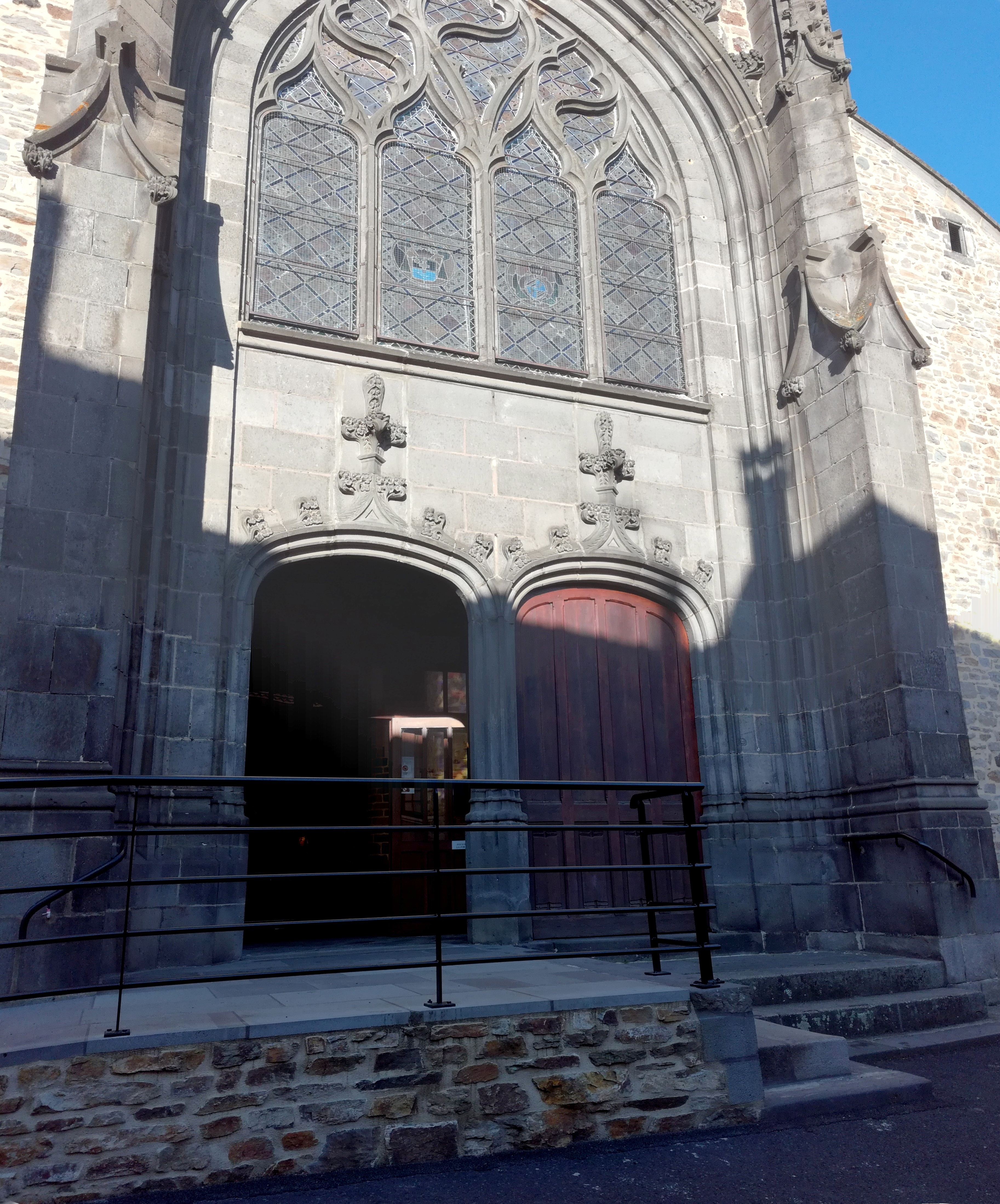
Un accès handicapé a été maladroitement installé en 2017 et modifie l'aspect d'ensemble.

L’église Saint-André a vraisemblablement été fondée par Marguerite et Antoine de Rochefort d’Ally après celle du prieuré de Bonnac. L’existence officielle du bâtiment apparaît en 1141 dans l’acte de fondation du prieuré de Rochefort par Géraud de Rochefort d’Ally.
Pour défendre cette église, les moines du prieuré de Rochefort construisirent juste à côté la « Tour d’Ally ». Le prieur était le curé en droit de la paroisse de Massiac. Il y venait pour les grandes fêtes religieuses, le reste du temps c’est un autre prêtre, nommé par l’évêque de Clermont, qui faisait fonction. L’évêché de Saint-Flour fut créé en 1317, la paroisse de Massiac y fut rattachée avec l’archiprêtré de Blesle dont elle dépendait.
Après des agrandissements successifs, l’église fut reconstruite en 1319 suivant une forme rectangulaire. En 1379, elle fut incendiée par les bandes gasconnes. Les archives paroissiales furent détruites, mais l’église fut rapidement reconstruite.
Le 28 septembre 1379, l’évêque de Saint-Flour Pons de Rochefort d’Aurouze approuva le chapitre de Saint-André. Il y eut d’abord douze chanoines puis le nombre fut réduit à huit. En 1448, les chanoines se révoltèrent contre leur curé. En 1476, l’affaire se régla au profit du curé et l’église devint paroissiale et non plus collégiale.
En mai 1440, Jean de Salazar, baron de Chaudes-Aigues et ennemi du Dauphiné d'Auvergne, brûla l’église après avoir rançonné la ville et tué quarante de ses habitants.
De l’église de 1440, il ne reste que le chevet et la porte latérale sud. Ils sont construits en tuf rouge volcanique. Les d’Espinchals, seigneurs de Massiac, sont enterrés dans un caveau sous le chœur de l’église. L’église a été remaniée et considérablement agrandie en 1870. Les pâtés de maisons qui y étaient accolés furent supprimés. L’architecte Aigueparse construisit un magnifique porche. Le clocher à peigne primitif et le beffroi furent supprimés. Le nouveau clocher prit la place de la Tour d’Ally. L’église a connu une nouvelle restauration en 1971, le décrépissage des murs laisse maintenant apparaître les pierres dorées d’origine. En 2017 la commune a construit un accès pour handicapés devant le portail de l'église. Cet aménagement maladroit bouleverse l'harmonie générale du bâtiment.